# Campionati europei di ginnastica ritmica 2022
I Campionati europei di ginnastica ritmica 2022 sono stati la 38ª edizione della competizione continentale. Si sono svolti al Expo Tel Aviv di Tel Aviv, in Israele, dal 15 al 19 giugno 2022.

## Paesi Partecipanti
| - Andorra - Armenia - Austria - Azerbaigian - Belgio - Bosnia ed Erzegovina - Bulgaria - Croazia - Cipro - Rep. Ceca - Danimarca - Spagna - Estonia - Finlandia - Francia - Regno Unito - Georgia - Germania - Grecia - Ungheria - Israele - Italia - Lettonia - Lituania - Lussemburgo - Moldavia - Montenegro - Norvegia - Polonia - Portogallo - Romania - Slovenia - San Marino - Serbia - Svizzera - Slovacchia - Svezia - Turchia - Ucraina |

A Russia e Bielorussia è stato impedito di partecipare a tutte le competizioni.

## Podi
| Evento                      | Oro | Punti   | Argento | Punti   | Bronzo | Punti   |
| --------------------------- | --- | ------- | --- | ------- | --- | ------- |
| Team senior                 | Bulgaria Boryana Kaleyn Stiliana Nikolova Vaya Draganova Sofia Ivanova Kamelia Petrova Rachel Stoyanov Zhenina Trashlieva Margarita Vasileva | 333.150 | Italia Sofia Raffaeli Milena Baldassarri Martina Centofanti Alessia Maurelli Martina Santandrea Agnese Duranti Daniela Mogurean Laura Paris | 325.600 | Israele Daria Atamanov Adi Asya Katz Shani Bakanov Adar Friedmann Amit Hedvat Alona Hillel Romi Paritzki Ofir Shaham Diana Svertsov | 324.300 |
| Completo individuale senior | Daria Atamanov | 136.900 | Boryana Kaleyn | 135.500 | Stiliana Nikolova | 131.650 |
| Cerchio senior              | Sofia Raffaeli | 36.000  | Daria Atamanov | 34.900  | Boryana Kaleyn | 33.900  |
| Palla senior                | Boryana Kaleyn | 35.350  | Sofia Raffaeli | 34.250  | Daria Varfolomeev | 33.750  |
| Clavette senior             | Sofia Raffaeli | 34.550  | Daria Atamanov | 34.250  | Daria Varfolomeev | 33.150  |
| Nastro senior               | Boryana Kaleyn | 34.050  | Daria Atamanov | 33.750  | Adi Asya Katz | 32.600  |
| Concorso a squadre senior   | Israele Shani Bakanov Adar Friedmann Amit Hedvat Alona Hillel Romi Paritzki Ofir Shaham Diana Svertsov                                       | 69.950  | Italia Martina Centofanti Alessia Maurelli Martina Santandrea Agnese Duranti Daniela Mogurean Laura Paris                                   | 69.650  | Azerbaigian Gullu Aghalarzade Laman Alimuradova Kamilla Aliyeva Zeynab Hummatova Elizaveta Luzan Darja Sorokina                     | 65.400  |
| 5 cerchi                    | Italia Martina Centofanti Alessia Maurelli Martina Santandrea Agnese Duranti Daniela Mogurean Laura Paris                                    | 36.650  | Israele Shani Bakanov Adar Friedmann Amit Hedvat Alona Hillel Romi Paritzki Ofir Shaham Diana Svertsov                                      | 36.450  | Azerbaigian Gullu Aghalarzade Laman Alimuradova Kamilla Aliyeva Zeynab Hummatova Elizaveta Luzan Darja Sorokina                     | 34.750  |
| 3 nastri e 2 palle          | Italia Martina Centofanti Alessia Maurelli Martina Santandrea Agnese Duranti Daniela Mogurean Laura Paris                                    | 34.240  | Spagna Ana Arnau Inés Bergua Valeria Márquez Mireia Martínez Patricia Pérez Salma Solaun                                                    | 31.950  | Azerbaigian Gullu Aghalarzade Laman Alimuradova Kamilla Aliyeva Zeynab Hummatova Elizaveta Luzan Darja Sorokina                     | 31.900  |
| Team junior                 | Israele Alona Tal Daniela Munits Michelle Munits Lian Rona                                                                                   | 120.600 | Romania Christina Dragan Amalia Lica | 117.050 | Bulgaria Elvira Krasnobaeva Dara Stoyanova                                                                                          | 116.100 |
| Cerchio junior              | Elvira Krasnobaeva | 31.900  | Liliana Lewinska | 31.400  | Alona Tal Franco | 31.350  |
| Palla junior                | Michelle Munits | 32.150  | Elvira Krasnobaeva | 31.500  | Christina Dragan | 30.700  |
| Clavette junior             | Amalia Lica | 30.100  | Liliana Lewinska | 29.100  | Kamila Gafarova | 28.550  |
| Nastro junior               | Daniela Munits | 29.900  | Tara Dragas | 29.050  | Liliana Lewinska | 28.200  |

## Medagliere
| Pos.   | Paese       | Oro | Argento | Bronzo | Totale |
| ------ | ----------- | --- | ------- | ------ | ------ |
| 1      | Israele     | 5   | 4       | 3      | 12     |
| 2      | Italia      | 4   | 4       | 0      | 8      |
| 3      | Bulgaria    | 4   | 2       | 3      | 9      |
| 4      | Romania     | 1   | 1       | 1      | 3      |
| 5      | Polonia     | 0   | 2       | 1      | 3      |
| 6      | Spagna      | 0   | 1       | 0      | 1      |
| 7      | Azerbaigian | 0   | 0       | 4      | 4      |
| 8      | Germania    | 0   | 0       | 2      | 2      |
| Totale | Totale      | 14  | 14      | 14     | 42     |